# Bailleul-aux-Cornailles
Pour les articles homonymes, voir Bailleul.
Bailleul-aux-Cornailles est une commune française située dans le département du Pas-de-Calais en région Hauts-de-France. Ses habitants sont appelés les Bailleulois.
La commune fait partie de la communauté de communes des Campagnes de l'Artois qui regroupe 96 communes et compte 33 141 habitants en 2021.
Elle fait également partie de la zone d'emploi d'Arras et du bassin de vie de Saint-Pol-sur-Ternoise.

## Géographie

### Localisation
Localisée dans le sud-est du département du Pas-de-Calais, Bailleul-aux-Cornailles est une commune rurale située, à vol d'oiseau, à 8 km à l'est de la commune de Saint-Pol-sur-Ternoise et à 25 km au nord-ouest de la commune d’Arras (chef-lieu d'arrondissement et préfecture du Pas-de-Calais).
Le territoire de la commune est limitrophe de ceux de sept communes.
Les communes limitrophes sont Monchy-Breton, Ligny-Saint-Flochel, Magnicourt-en-Comte, Marquay, Tincques, Averdoingt et Chelers.

### Géologie et relief
La superficie de la commune est de 6,82 km2 ; son altitude varie de 116  à   158 mètres.

### Hydrographie
Le territoire de la commune est situé dans le bassin Artois-Picardie. Elle n'est drainée par aucun cours d'eau,.

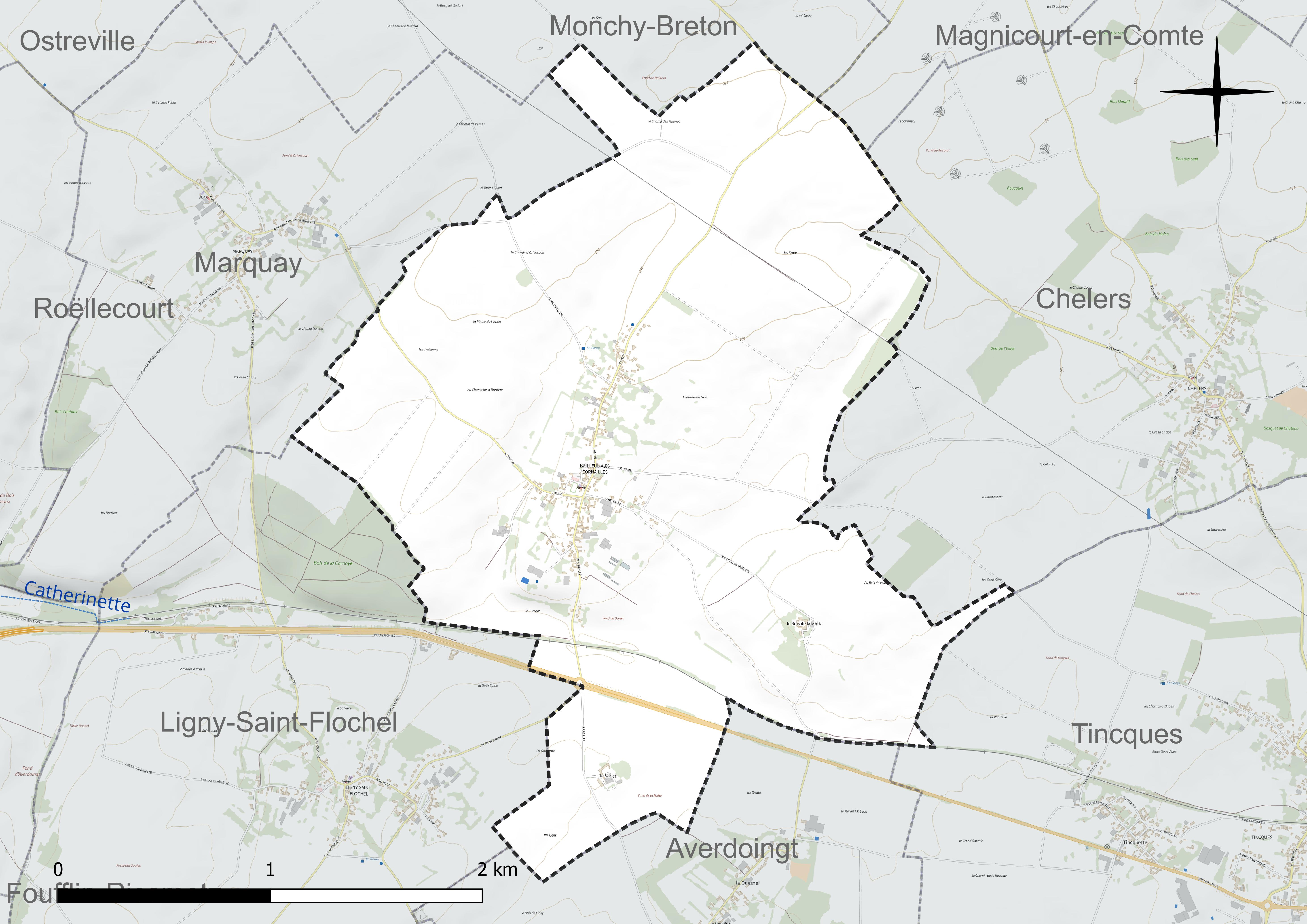
Réseau hydrographique de Bailleul-aux-Cornailles.

### Climat
Pour des articles plus généraux, voir Climat des Hauts-de-France et Climat du Pas-de-Calais.
En 2010, le climat de la commune est de type climat des marges montargnardes, selon une étude du CNRS s'appuyant sur une série de données couvrant la période 1971-2000. En 2020, Météo-France publie une typologie des climats de la France métropolitaine dans laquelle la commune est exposée à un climat océanique et est dans la région climatique Côtes de la Manche orientale, caractérisée par un faible ensoleillement (1 550 h/an) ; forte humidité de l'air (plus de 20 h/jour avec humidité relative > 80 % en hiver), vents forts fréquents.
Pour la période 1971-2000, la température annuelle moyenne est de 10,1 °C, avec une amplitude thermique annuelle de 13,7 °C. Le cumul annuel moyen de précipitations est de 856 mm, avec 12,9 jours de précipitations en janvier et 9,3 jours en juillet. Pour la période 1991-2020, la température moyenne annuelle observée sur la station météorologique la plus proche, située sur la commune de Fiefs à 17 km à vol d'oiseau, est de 10,4 °C et le cumul annuel moyen de précipitations est de 1 070,6 mm,. Pour l'avenir, les paramètres climatiques de la commune estimés pour 2050 selon différents scénarios d'émission de gaz à effet de serre sont consultables sur un site dédié publié par Météo-France en novembre 2022.

### Paysages
Pour un article plus général, voir Paysage en France.
La commune s'inscrit dans les « paysages du Ternois » tels qu'ils sont définis dans l'atlas de paysages de la région Nord-Pas-de-Calais, conçu par la direction régionale de l'Environnement, de l'Aménagement et du Logement (DREAL),.
Ces « paysages du Ternois », qui concernent 138 communes avec trois pôles d'attraction que sont Hesdin-la-Forêt à l'ouest, Saint-Pol-sur-Ternoise à l'est et, dans une moindre mesure, Frévent en lisière sud, sont délimités par deux cours d'eau : la Canche au sud et la Ternoise au nord. Ces paysages sont composés de plateaux, de vallées et de bocages. Les plateaux du Ternois montrent une structure tabulaire assez plane et une altitude assez régulière avec des points culminants entre 150  à   160 m.
Le territoire d'une vingtaine de kilomètres du nord au sud et d'est en ouest, est traversé par la D 939 reliant Saint-Pol-sur-Ternoise à Hesdin-la-Forêt, par la D 912 entre Saint-Pol-sur-Ternoise et Frévent et par la ligne ferroviaire de Saint-Pol-sur-Ternoise à Étaples dans la vallée de la Canche. La position excentrée, en l'absence de grands axes autoroutiers ou ferrés structurants, a permis au Ternois de conserver un caractère rural.
Au niveau de l'occupation des sols de ces « paysages du Ternois », les surfaces cultivées représentent 66,80 % de la surface totale et sont omniprésentes sur les plateaux avec majoritairement la culture de la betterave et de la pomme de terre, les prairies naturelles, permanentes 19 %, les forêts, comme la forêt d'Hesdin, et milieux semi-naturels 7,26 %, présentes dans les deux principales vallées de la Ternoise et de la Canche, les espaces artificialisés 3,22 % avec principalement les communes de Saint-Pol-sur-Ternoise, Hesdin-la-Forêt et Frévent, les espaces industriels 0,52 % et les cours d'eau et plans d'eau 0,21 %.

## Urbanisme

### Typologie
Au 1er janvier 2024, Bailleul-aux-Cornailles est catégorisée commune rurale à habitat dispersé, selon la nouvelle grille communale de densité à sept niveaux définie par l'Insee en 2022.
Elle est située hors unité urbaine et hors attraction des villes,.

### Occupation des sols
L'occupation des sols de la commune, telle qu'elle ressort de la base de données européenne d'occupation biophysique des sols Corine Land Cover (CLC), est marquée par l'importance des territoires agricoles (95,1 % en 2018), une proportion identique à celle de 1990 (95,1 %). La répartition détaillée en 2018 est la suivante : 
terres arables (83,9 %), prairies (11,2 %), zones urbanisées (4,9 %). L'évolution de l'occupation des sols de la commune et de ses infrastructures peut être observée sur les différentes représentations cartographiques du territoire : la carte de Cassini (XVIIIe siècle), la carte d'état-major (1820-1866) et les cartes ou photos aériennes de l'IGN pour la période actuelle (1950 à aujourd'hui).

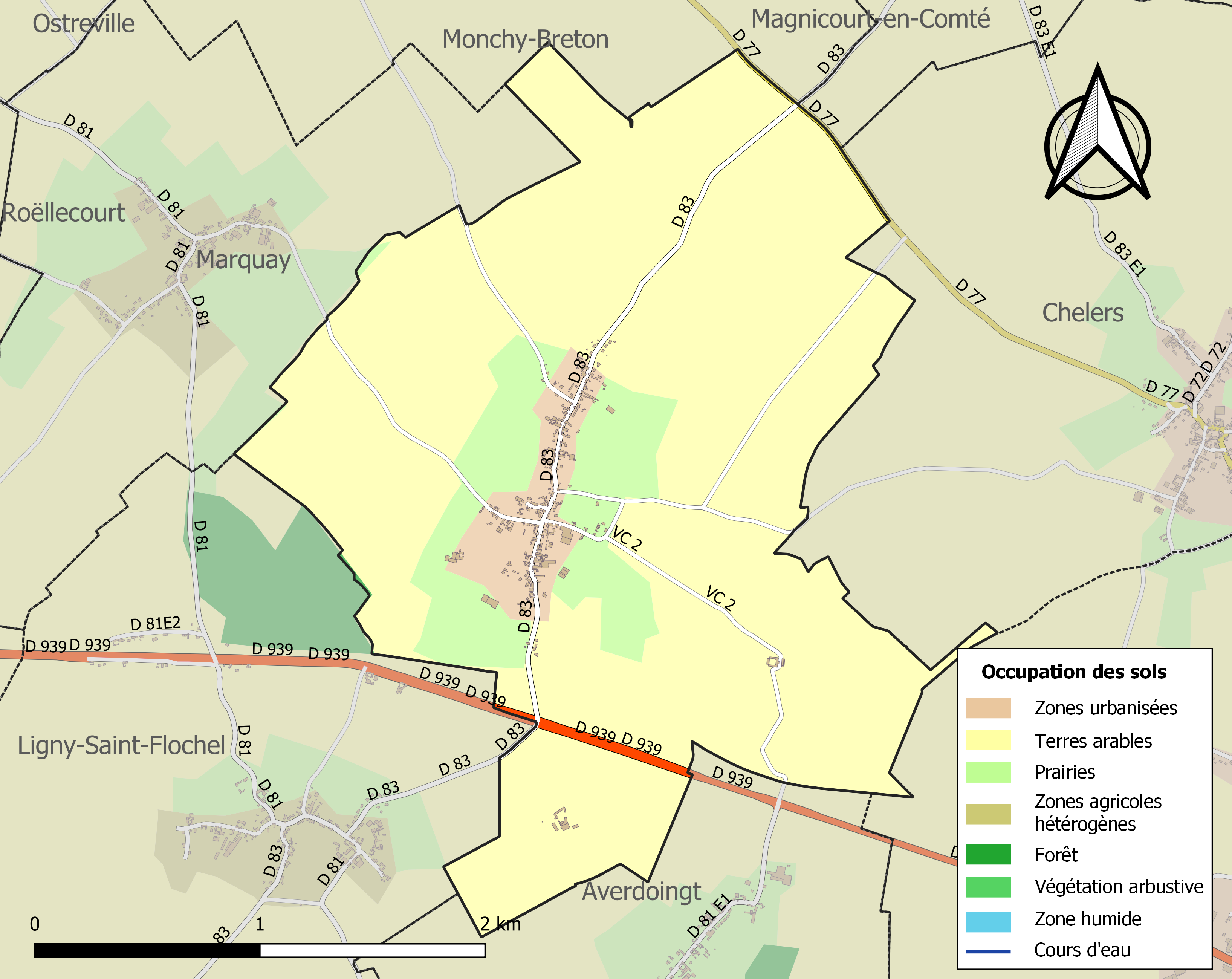
Carte des infrastructures et de l'occupation des sols de la commune en 2018 (CLC).

### Voies de communication et transports

#### Voies de communication
La commune est desservie par la route départementale D 83 et la D 939 qui relie Arras et Le Touquet-Paris-Plage.

#### Transport ferroviaire
La commune se trouve à 10 km de la gare de Saint-Pol-sur-Ternoise, située sur la ligne d'Arras à Saint-Pol-sur-Ternoise. C'est une halte voyageurs de la Société nationale des chemins de fer français (SNCF), desservie par des trains TER Hauts-de-France.

## Toponymie
Le nom de la localité est attesté sous les formes Baillol (1104) ; Ballul (1111) ; Ballol (1148) ; Bailleul (1173) ; Baliol (1207) ; Bailluel (1210) ; Bailliolum (1226) ; Bailloel (1312) ; Bailloeul (1359) ; Bailleul lès Marquais (1515) ; Bailloeul Marquais (1545) ; Bailleul en Artois (1614) ; Bailleul à Cornail (XVIIIe siècle).
Ce toponyme est issu du latin balliculum (palissade), ou d'un mot de base baculum (bâton) et le suffixe diminutif -eolum de présence. Dans les deux cas, la ville a été nommée d'après la palissade qui l'entourait.
Le nom de la commune en picard est Baillu aux Cornalles ou Bailleu-à-chés-Cornailles.
Les mots cornailles ou cornalles en picard, ce sont les corbeaux ou les corneilles.
dicton
Pleut, pleut, pleut
chés cornalles sont à Bailleu
chés oujons au Vert-Tilleu

## Histoire
Avant la Révolution française, la commune est le siège d'une seigneurie. Au XVIIe siècle, Guislain Toursel est seigneur de La Motte et de Bailleul-aux-Cornailles. Il est mort sans enfant en laissant sept à huit mille livres de rente. Sa sœur germaine Éléonore Tourseul a épousé Antoine Théry, lieutenant de la cité d'Arras pendant plus de 32 ans, neveu de l'évêque d'Arras Mathieu Moulart. Antoine a été récompensé d'avoir maintenu la tranquillité dans la cité en étant anobli par lettres données à Saint-Germain-en-Laye en janvier 1678.
En 1748, le seigneur de Bailleul-aux-Cornailles, est Louis de Crény, également seigneur de Monchy-Breton, Holoy, lieutenant du roi au gouvernement de Lille. Il a épousé Albertine-Angélique Hustin.

## Politique et administration

### Découpage territorial
La commune se trouve dans l'arrondissement d'Arras du département du Pas-de-Calais.

#### Commune et intercommunalités
La commune est membre de la communauté de communes des Campagnes de l'Artois.

#### Circonscriptions administratives
La commune est rattachée au canton d'Avesnes-le-Comte.

#### Circonscriptions électorales
Pour l'élection des députés, la commune fait partie de la première circonscription du Pas-de-Calais.

### Élections municipales et communautaires

#### Liste des maires
| Période                                  | Période                       | Identité      | Étiquette | Qualité                                                                  |
| ---------------------------------------- | ----------------------------- | ------------- | --------- | ------------------------------------------------------------------------ |
| Les données manquantes sont à compléter. |                               |               |           |                                                                          |
| mars 2001                                | En cours (au 31 janvier 2022) | Maurice Soyez | SE        | Ingénieur Réélu pour le mandat 2014-2020 Réélu pour le mandat 2020-2026, |

## Équipements et services publics

### Justice, sécurité, secours et défense
La commune dépend du tribunal judiciaire d'Arras, du conseil de prud'hommes d'Arras, de la cour d'appel de Douai, du tribunal de commerce d'Arras, du tribunal administratif de Lille, de la cour administrative d'appel de Douai et du tribunal pour enfants d'Arras.

## Population et société

### Démographie
Les habitants de la commune sont appelés les Bailleulois.

#### Évolution démographique
L'évolution du nombre d'habitants est connue à travers les recensements de la population effectués dans la commune depuis 1793. Pour les communes de moins de 10 000 habitants, une enquête de recensement portant sur toute la population est réalisée tous les cinq ans, les populations de référence des années intermédiaires étant quant à elles estimées par interpolation ou extrapolation. Pour la commune, le premier recensement exhaustif entrant dans le cadre du nouveau dispositif a été réalisé en 2006.

En 2022, la commune comptait 267 habitants, en évolution de +3,09 % par rapport à 2016 (Pas-de-Calais : −0,72 %, France hors Mayotte : +2,11 %).
| 1793 | 1800 | 1806 | 1821 | 1831 | 1836 | 1841 | 1846 | 1851 |
| ---- | ---- | ---- | ---- | ---- | ---- | ---- | ---- | ---- |
| 471  | 403  | 512  | 506  | 534  | 558  | 588  | 596  | 579  |

| 1856 | 1861 | 1866 | 1872 | 1876 | 1881 | 1886 | 1891 | 1896 |
| ---- | ---- | ---- | ---- | ---- | ---- | ---- | ---- | ---- |
| 547  | 522  | 518  | 497  | 503  | 496  | 428  | 442  | 440  |

| 1901 | 1906 | 1911 | 1921 | 1926 | 1931 | 1936 | 1946 | 1954 |
| ---- | ---- | ---- | ---- | ---- | ---- | ---- | ---- | ---- |
| 433  | 427  | 402  | 270  | 267  | 265  | 262  | 289  | 256  |

| 1962 | 1968 | 1975 | 1982 | 1990 | 1999 | 2006 | 2011 | 2016 |
| ---- | ---- | ---- | ---- | ---- | ---- | ---- | ---- | ---- |
| 225  | 239  | 230  | 222  | 247  | 232  | 255  | 270  | 259  |

| 2021 | 2022 | - | - | - | - | - | - | - |
| ---- | ---- | - | - | - | - | - | - | - |
| 265  | 267  | - | - | - | - | - | - | - |

#### Pyramide des âges
En 2018, le taux de personnes d'un âge inférieur à 30 ans s'élève à 34,7 %, soit en dessous de la moyenne départementale (36,7 %). À l'inverse, le taux de personnes d'âge supérieur à 60 ans est de 23,9 % la même année, alors qu'il est de 24,9 % au niveau départemental.
En 2018, la commune comptait 125 hommes pour 137 femmes, soit un taux de 52,29 % de femmes, légèrement supérieur au taux départemental (51,5 %).
Les pyramides des âges de la commune et du département s'établissent comme suit.
| Hommes | Classe d’âge | Femmes |
| ------ | ------------ | ------ |
| 0,0    | 90 ou +      | 0,7    |
| 4,0    | 75-89 ans    | 8,9    |
| 18,5   | 60-74 ans    | 15,6   |
| 20,2   | 45-59 ans    | 23,0   |
| 21,0   | 30-44 ans    | 18,5   |
| 12,9   | 15-29 ans    | 13,3   |
| 23,4   | 0-14 ans     | 20,0   |

| Hommes | Classe d’âge | Femmes |
| ------ | ------------ | ------ |
| 0,5    | 90 ou +      | 1,6    |
| 5,6    | 75-89 ans    | 8,9    |
| 16,7   | 60-74 ans    | 18,1   |
| 20,2   | 45-59 ans    | 19,2   |
| 18,9   | 30-44 ans    | 18,1   |
| 18,2   | 15-29 ans    | 16,2   |
| 19,9   | 0-14 ans     | 17,9   |

## Économie

### Revenus de la population et fiscalité
En 2019, dans la commune, il y a 102 ménages fiscaux qui comprennent 275 personnes pour un revenu médian disponible par unité de consommation de 18 270 euros, soit supérieur au revenu médian de la France métropolitaine qui est de 21 930 euros,.

## Culture locale et patrimoine

### Lieux et monuments
- L'église Saint-Pierre.
- Le monument aux morts[35].

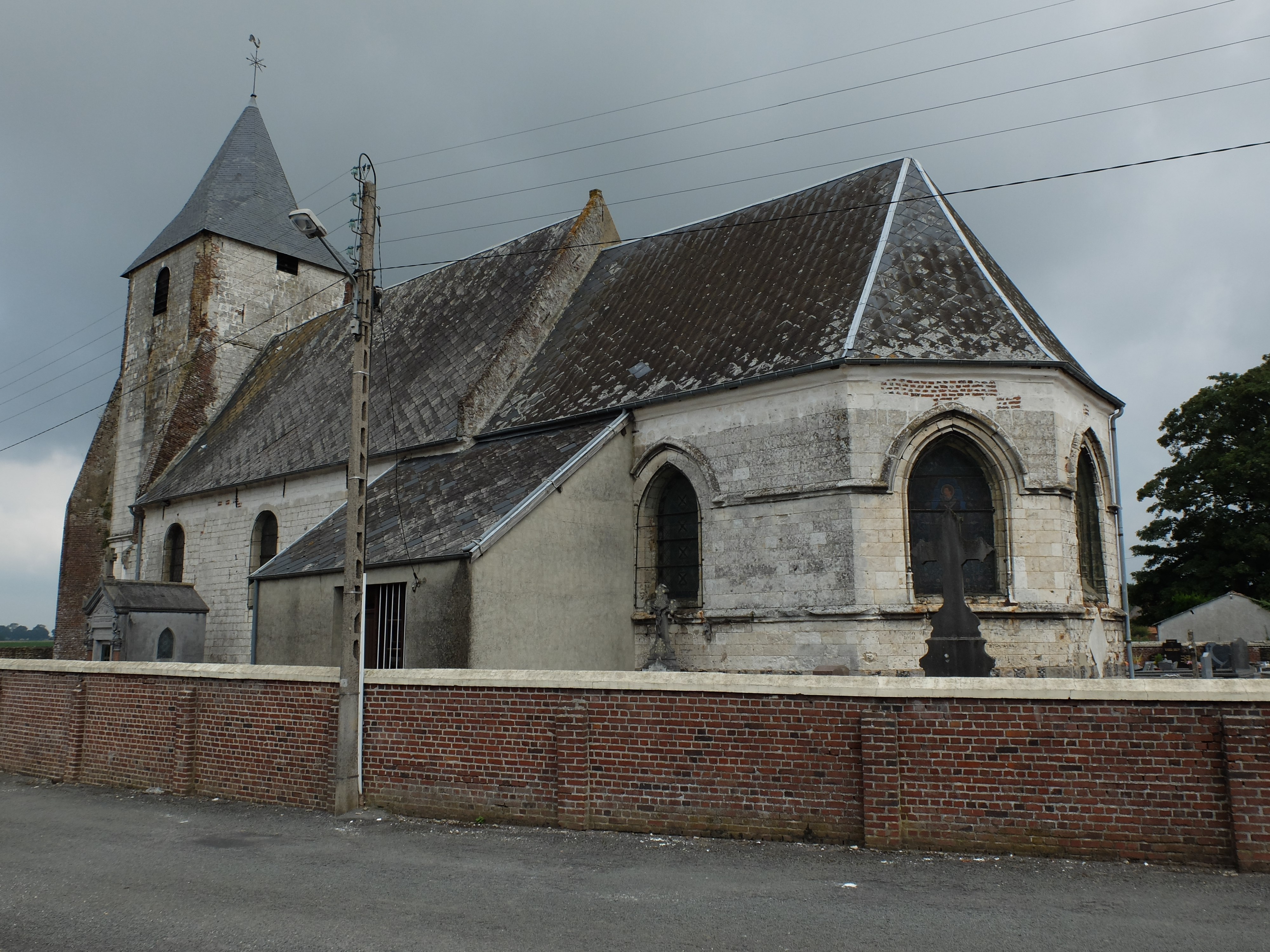
L'église.
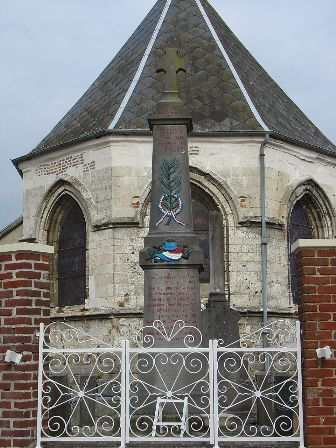
Le monument aux morts.

### Héraldique
| Armes de Bailleul-aux-Cornailles | Les armes de Bailleul-aux-Cornailles se blasonnent ainsi : De gueules à la fasce d'argent accompagnée de trois corneilles d'or. |

## Pour approfondir